# ジョック・ランデール
ジョック・ランデール（Jock Landale, 1995年10月25日 - ）は、オーストラリアのビクトリア州メルボルン出身のプロバスケットボール選手。NBAのヒューストン・ロケッツに所属している。ポジションはセンター。

## 経歴
オーストラリア、ビクトリア州のハイスクールでの成長がアメリカのNCAAディビジョンIの学校であるセントメアリーズカレッジへの奨学金を確保するのに役立った。

### カレッジ
ランデールは新入生としてベンチプレーヤーだったが、2年生時に役割を増やし、コンディショニングの改善もあって、主力プレーヤーとなった。2017年1月5日、フィールドゴールを11-13で26ポイントを獲得するなど、支配的なパフォーマンスを見せブリガムヤング大学に勝利した。平均16.9ポイントと9.5リバウンドで、2017NCAAトーナメントに導いた。シーズンの終わりに、ウェストコーストカンファレンスのファーストチームに選ばれた。
ランデールは11月26日、ジョージアに延長戦で敗れ、33ポイントを獲得し、12リバウンドを獲得した。 2018年1月22日、ゴンザガ大学戦での勝利で24ポイント、12リバウンド、対パシフィック大学戦での勝利で32ポイント、7リバウンドを達成した後、NBCスポーツプレーヤーオブザウィークに選ばれた。シニアとして、ゲーム平均21.5ポイント、10.2リバウンド、1.1ブロックショットを記録し、ウェストコーストカンファレンス最優秀選手に選ばれた。チームメイトのエメット・ナールがファーストチームに選ばれた。

### パルチザン（2018-2019）
2018年のNBAドラフトでは指名を得られなかったが、その年のNBAサマーリーグでアトランタ・ホークスのロースターとなったが、本契約は得られなかった。
2018年7月31日、ABAリーグのKKパルチザンと2年間の契約を結んだ。ABAリーグの24試合で、平均12ポイント、5.6リバウンド、フィールド56.6％成功率を記録し、ABAリーグの2018-19シーズンベストスタートファイブに選ばれた。

### ジャルギリスカウナス（2019-2020）
2019年5月20日、ランデールは*LKLチャンピオンであるジャルギリス・カウナスとシーズン契約を結んだ。2019年のラスベガスサマーリーグでミルウォーキー・バックスのロースターで出場した。2020年1月のレアル・マドリード・バロンセストとの試合で、オーストラリアの山火事との戦いを支援するために、スリーポイントとダンクごとに100ドルを寄付した。ゲーム平均11.0ポイント、4.4リバウンド、1.0アシストを記録した。2020年8月3日にチームを退団した。

### メルボルンユナイテッド（2020-2021）
2020年12月10日、NBLの2020-21シーズンに向けてメルボルン・ユナイテッドと1年間の契約を結んだ。ユナイテッドは、2021年のNBLグランドファイナルに進み、ディフェンディングチャンピオンであるパース・ワイルドキャッツとの対戦となった。ゲーム1では、彼は73-70の勝利で、17ポイント、7リバウンド、3アシスト、2スティール、2ブロックを記録した。12ポイントと17リバウンドのダブルダブルを記録し連勝し、シリーズのリードを取るのを助けた。ゲーム3で、81-76の勝利で、ゲームハイの15ポイント、9リバウンド、2アシスト、2スティール、2ブロックを記録した。ユナイテッドをベストオブファイブシリーズで3-0のスイープに導いた後、ランデールはNBLグランドファイナルMVPアワードを獲得した。[20] [22]彼はシーズンを平均して、16.4ポイント、7.8リバウンド、2.3アシスト、1ゲームあたり1.4ブロックで終了し、メルボルンユナイテッドMVPを獲得した。

### サンアントニオ・スパーズ（2021）
2021年8月3日、2020年の夏季オリンピック出場中、サンアントニオ・スパーズへの移籍が発表され、19日、契約を結んだ。

### フェニックス・サンズ
2022年7月6日、フェニックス・サンズと契約した。

### ヒューストン・ロケッツ
2023年7月6日、ヒューストン・ロケッツと契約した。

## 個人成績

### NBA

#### レギュラーシーズン
| シーズン | チーム | GP  | GS | MPG  | FG%  | 3P%  | FT%  | RPG | APG | SPG | BPG | PPG |
| -------- | ------ | --- | -- | ---- | ---- | ---- | ---- | --- | --- | --- | --- | --- |
| 2021–22  | SAS    | 54  | 1  | 10.9 | .495 | .326 | .829 | 2.6 | .8  | .2  | .3  | 4.9 |
| 2022–23  | PHX    | 69  | 4  | 14.2 | .528 | .250 | .752 | 4.1 | 1.0 | .2  | .4  | 6.6 |
| 2023–24  | HOU    | 56  | 3  | 13.6 | .515 | .250 | .800 | 3.1 | 1.2 | .4  | .6  | 4.9 |
| 通算     | 通算   | 179 | 8  | 13.0 | .515 | .282 | .782 | 3.3 | 1.0 | .3  | .4  | 5.6 |

#### プレーオフ
| シーズン | チーム | GP | GS | MPG  | FG%  | 3P%  | FT%  | RPG | APG | SPG | BPG | PPG |
| -------- | ------ | -- | -- | ---- | ---- | ---- | ---- | --- | --- | --- | --- | --- |
| 2023     | PHX    | 7  | 1  | 16.2 | .630 | .000 | .643 | 4.0 | .4  | .4  | .4  | 6.1 |
| 通算     | 通算   | 7  | 1  | 16.2 | .630 | .000 | .643 | 4.0 | .4  | .4  | .4  | 6.1 |

### ユーロリーグ
| シーズン | チーム         | GP | GS | MPG  | FG%  | 3P%  | FT%  | RPG | APG | SPG | BPG | PPG  | PIR  |
| -------- | -------------- | -- | -- | ---- | ---- | ---- | ---- | --- | --- | --- | --- | ---- | ---- |
| 2019–20  | BCジャルギリス | 25 | 19 | 20.3 | .646 | .302 | .821 | 4.4 | 1.0 | .5  | .4  | 11.0 | 10.4 |